# Hyperphrixus tattersalli
Hyperphrixus tattersalli is een pissebed uit de familie Bopyridae. De wetenschappelijke naam van de soort is voor het eerst geldig gepubliceerd in 1931 door Nierstrasz & Brender à Brandis.